# 长江沿岸铁路集团
长江沿岸铁路集团股份有限公司，简称“长江铁路公司”，由国家铁路集团与湖北等沿江6省市共同出资设立，总部设在武汉，负责统筹沿江高铁通道和铁路货运基础设施建设，以及资产经营管理、投融资改革等工作。注册资本1346亿人民币；由国铁集团和沿江高铁沿线六省市四川、重庆、湖北、安徽、江苏和上海共同出资组建，管辖范围为沿长江上海至合肥、合肥至武汉、武汉枢纽直通线、武汉至宜昌、宜昌至涪陵、涪陵至重庆、成渝中线等高速铁路等，项目全长合计超2000公里、投资估算超4000亿元。公司总部落户武汉市武昌区友谊大道澜桥公馆七号楼15层。